# Norgesmesterskabet i ski 1946
Norgesmesterskabet i ski 1946 bleb arrangert i Drammen, Mjøndalen og Alvdal i 1946.

## Mænd

### 18 km
| Plads  | Udøver           |
| ------ | ---------------- |
| Guld   | Arve Ulseth      |
| Sølv   | Hallvard Eggseth |
| Bronze | Thorleif Vangen  |

### 30 km
| Plads  | Udøver          |
| ------ | --------------- |
| Guld   | Thorleif Vangen |
| Sølv   | Erik Resell     |
| Bronze | Olav Odden      |

### 50 km
| Plads  | Udøver          |
| ------ | --------------- |
| Guld   | Thorleif Vangen |
| Sølv   | Trygve Evensen  |
| Bronze | Arve Ulseth     |

### Stafet
| Plads  | Udøver        |
| ------ | ------------- |
| Guld   | Oslo          |
| Sølv   | Hedmark       |
| Bronze | Nord-Østerdal |

### Kombineret
| Plads  | Udøver              |
| ------ | ------------------- |
| Guld   | Ottar Gjermundshaug |
| Sølv   | Eilert Dahl         |
| Bronze | Magne Gjermundshaug |

### Skihop
| Plads  | Udøver             |
| ------ | ------------------ |
| Guld   | Asbjørn Ruud       |
| Sølv   | Arnholdt Kongsgård |
| Bronze | Reidar Andersen    |